# TUI fly Netherlands
TUI fly Netherlands, legalmente costituita come TUI Airlines Netherlands (precedentemente denominata Arkefly e Arke), è una compagnia aerea charter olandese con sede a Schiphol-Rijk sul terreno dell'aeroporto di Amsterdam-Schiphol ad Haarlemmermeer, Paesi Bassi. È il vettore charter del braccio olandese del conglomerato turistico tedesco TUI Group e la sua base principale è l'aeroporto di Schiphol.

## Storia
TUI fly Netherlands affonda le sue radici in Air Holland, fondata nel 1981. Dopo problemi finanziari, Air Holland venne rilevata dall'Exel Aviation Group e iniziò a operare nuovamente come HollandExel nel marzo 2004. Nel maggio 2005, il gruppo Exel Aviation venne dichiarato in bancarotta. Il gruppo tedesco TUI rilevò le attività della compagnia aerea ribattezzandola ArkeFly. Le operazioni verso Curaçao, Antille olandesi, iniziate il 15 luglio 2004 sotto il nome di DutchCaribbeanExel, passarono sotto quello di ArkeFly Curaçao. I voli verso Orlando, Miami, Puerto Vallarta e Israele sono iniziate nel 2011.
Nell'ottobre 2013, Arkefly ha cambiato il nome commerciale in Arke per riflettere la partnership con l'omonima agenzia di viaggi.
Il 13 maggio 2015, il Gruppo TUI ha annunciato che tutte le sue cinque sussidiarie sarebbero state ribattezzate sotto il nome "TUI Airlines", pur mantenendo il loro Certificato di Operatore Aereo separato; l'operazione venne completata in tre anni. Arke è stata la prima a subire la modifica ed è stata ribattezzata TUI il 1º ottobre 2015.
Nell'ottobre 2015, la compagnia ha ricevuto i suoi tre Boeing 787-8, con l'obiettivo di sostituire i Boeing 767 e modernizzare la flotta. Nel dicembre 2018 ha ricevuto in consegna il suo primo Boeing 737 MAX 8.

## Flotta

### Flotta attuale

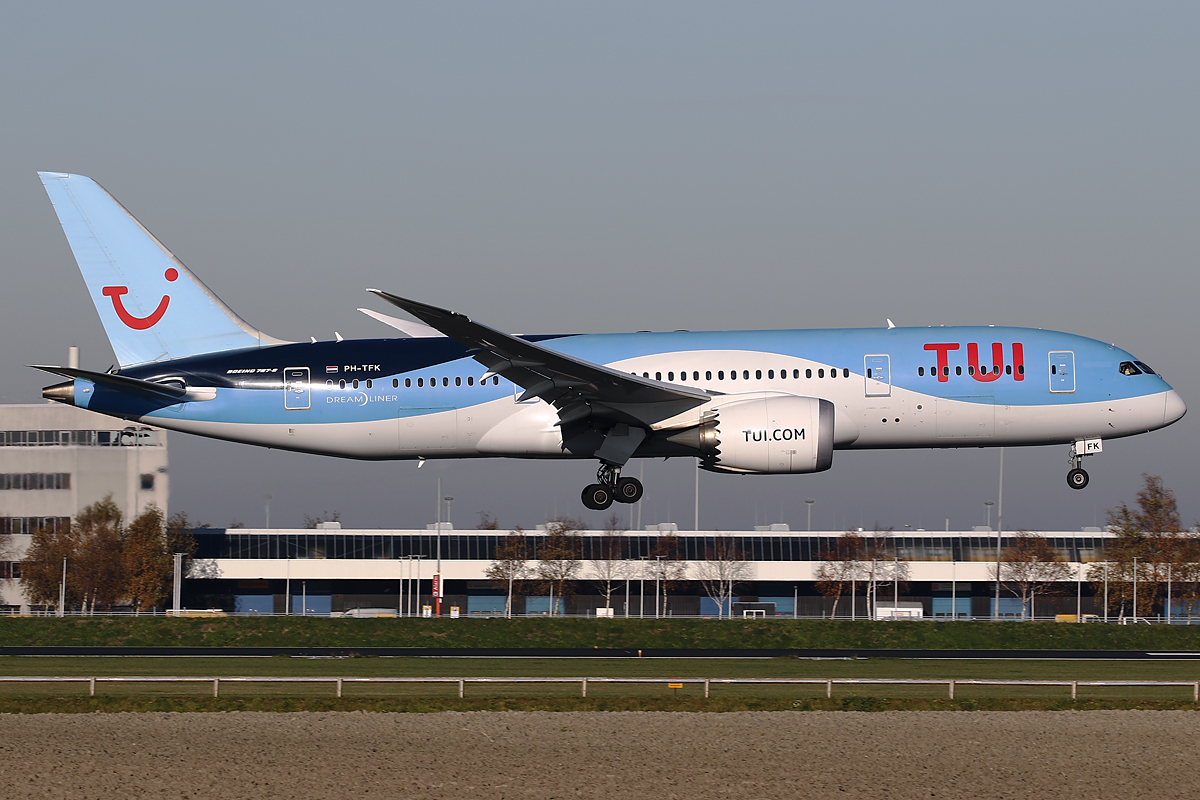
Un Boeing 787-8.

Ad ottobre 2024 la flotta di TUI fly Netherlands è così composta:

### Flotta storica

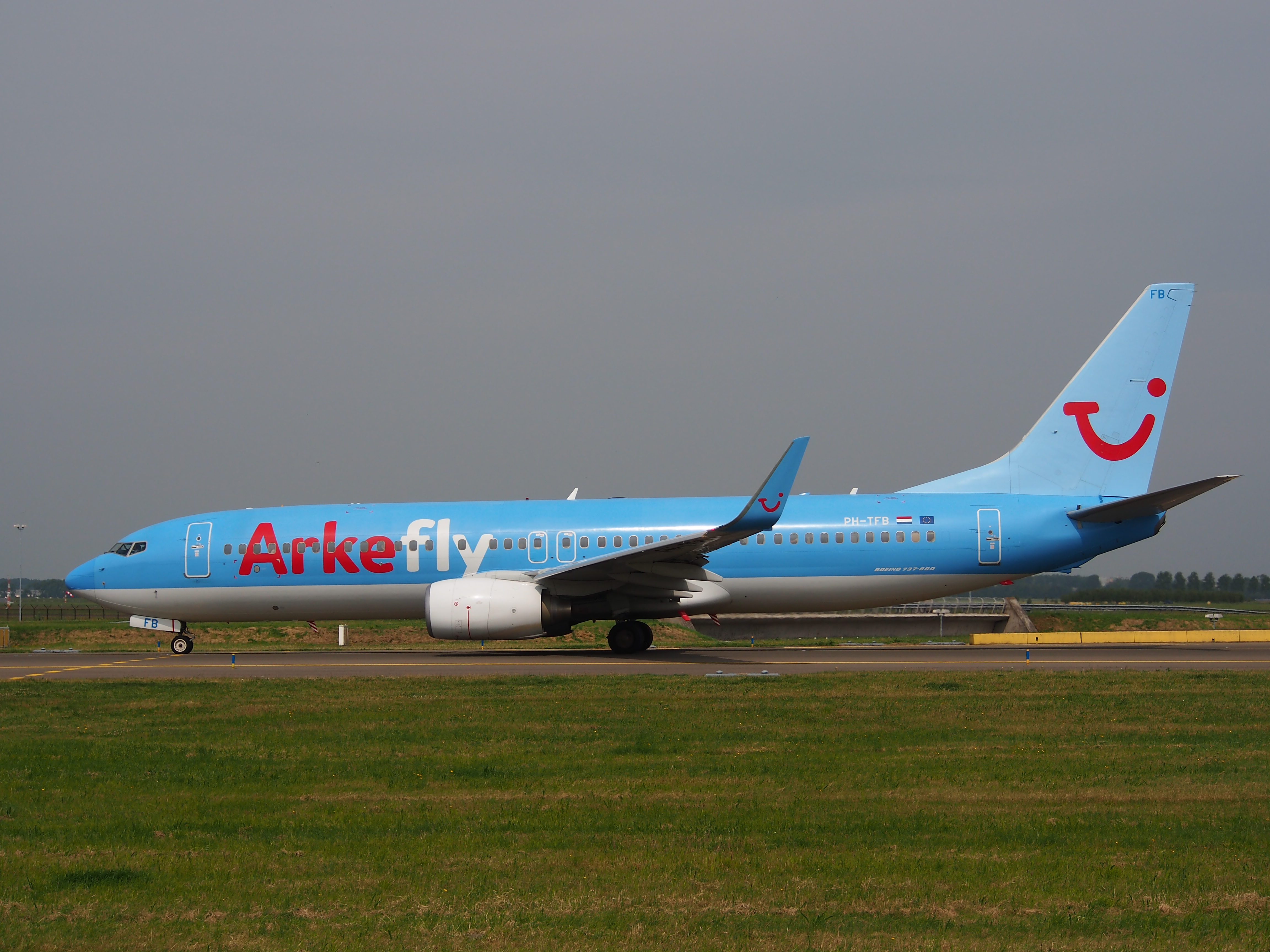
Un Boeing 737-800.

TUI fly Netherlands operava in precedenza con i seguenti aerei (la maggior parte in leasing da altre compagnie):